# Powódź w Niemczech (1947)
Powódź w Niemczech w 1947 – katastrofalne wystąpienie wód Odry i zalanie całej Kotliny Freienwaldzkiej, jedno z największych w historii Niemiec, które miało miejsce w dniach 21–24 marca 1947. 
W drugiej połowie marca 1947 nastąpiły zmiany pogodowe, które spowodowały spływ kry lodowej Odrą. W nocy z 21 na 22 marca 1947 w pobliżu Kostrzyna nad Odrą powstał zator lodowy, który w krótkim czasie doprowadził do znacznego wzrostu poziomu wody. Już po kilku godzinach woda przelała się przez wały w okolicach Reitwein, były to dwie wyrwy o szerokości początkowo około 100 metrów, a po kilku godzinach 300 metrów. W ciągu doby zalana została cała Kotlina Freienwaldzka na wysokość jednego metra w najwyższych jej punktach. W ciągu kilku godzina fala dotarła do oddalonego od Odry Bad Freienwalde, gdzie zalała centrum miasta, 20000 mieszkańców tych terenów musiało opuścić swoje domy. Władze powiatu Märkisch-Oderland powołały jednostkę zarządzania kryzysowego, która zwróciła się o pomoc do stacjonującej na tych terenach Armii Czerwonej, aby rozpoczęła walkę z żywiołem. W godzinach porannych 22 marca 1947 samoloty radzieckie zrzuciły na czoło zatoru lodowego osiem bomb lotniczych, w późniejszych godzinach kolejne cztery, ale nie przeniosło to pożądanego efektu. Następnego dnia ponowiono akcję zrzucania bomb, ale również nie udało się rozbić zatoru. Dopiero 24 marca o godzinie 21 samolot radziecki zrzucił poniżej Kostrzyna nad Odrą duży ładunek wybuchowy, który rozbił nagromadzone masy lodowe i udrożnił główne koryto rzeki. 
Na pamiątkę tych wydarzeń obok budynku poczty w Bad Freienwalde ustawiono kamień, na którym oznaczono najwyższy poziom wody z 23 marca 1947.